# أبو بكر أودو
أبو بكر أودو (بالإنجليزية: Abubakar Audu)‏ هو سياسي نيجيري، ولد في 24 أكتوبر 1947، وتوفي في 22 نوفمبر 2015. انتخب Governor of Kogi State ‏.